# Wolverhampton Wanderers Football Club
El Wolverhampton Wanderers Football Club és un club de futbol anglès, de la ciutat de Wolverhampton als West Midlands. Nasqué el 1877, sota el nom St. Lukes. Ha guanyat tres vegades la Lliga anglesa i quatre vegades la Copa anglesa.

## Història
El club nasqué el 1877 fundat per John Baynton i John Brodie amb el nom de St. Lukes, nom d'una escola de Blakenhall. Dos anys més tard es fusionà amb l'equip de criquet i futbol local the Wanderers i formà el Wolverhampton Wanderers F.C.
Fou un dels clubs fundadors de la Football League el 1888, acabant tercer, i arribà a la final de la FA Cup que perdé enfront del Preston North End per 3 a 0. El club guanyà la seva primera copa el 1893 en derrotar l'Everton FC per 1 a 0. El 1906 perdé la categoria i baixà a segona divisió, però dos anys més tard guanyà la seva segona Cup essent equip de segona derrotant el Newcastle United per 3 a 1. El 1923 sofrí una altra relegació a tercera divisió però el següent any recuperà la categoria perduda. El retorn a la First Division no arribà fins a 1932 i el 1938 estigué a punt de guanyar la seva primera lliga però fallà en el darrer partit del campionat i el títol viatjà a mans de l'Arsenal FC. L'any següent es repetí la història i el club torna a ser segon darrere l'Everton FC i a més perdé la final de la copa anglesa.
Els triomfs, però, retornaren al club a finals dels anys 40. Amb Stan Cullis a la banqueta derrotà el Leicester City per 3 a 1 a la final de la FA Cup de 1949. S'inicià un període d'èxits per al club. Liderats al camp per Billy Wright el club guanyà tres lligues angleses el 1954, 1958 i 1959 i aconseguí la seva quarta copa anglesa el 1960 derrotant el Blackburn Rovers per 3 a 0.
A partir del 1960 el club començà a declinar de nou. El club tornà a les categories inferiors angleses amb breus presències a la màxima categoria. El 1970-71 fou quart a primera divisió i la temporada següent participà en la Copa de la UEFA on feu una gran campanya i arribà a la final però la perdé. Dues copes de la lliga el 1974 i el 1980 foren els títols més destacats del club en aquests anys.

## Colors
El Wolverhampton Wanderers vesteix samarreta taronja i pantaló negre.

## Palmarès
- 3 Lliga anglesa: 1953-54, 1957-58, 1958-59
- 4 Copa anglesa: 1892-93, 1907-08, 1948-49, 1959-60
- 2 Copa de la Lliga anglesa: 1973-74, 1979-80
- 2 Lliga anglesa de Segona Divisió: 1931-32, 1976-77
- 2 Lliga anglesa de Tercera Divisió: 1923-24 (nord), 1988-89
- 1 Lliga anglesa de Quarta Divisió: 1987-88
- 4 Community Shield: 1949, 1954, 1959, 1960
- 1 Football League Trophy: 1987-88
- 1 Texaco Cup: 1971
- 1 Sherpa Van Trophy: 1988

## Jugadors

### Plantilla 2025-26
A 6 agost 2025
| N. | Pos. | Nac. | Jugador              |
| -- | ---- | --- | -------------------- |
| 1  | POR  | [[Fitxer:Flag of Portugal (official).svg\|23x15px\|border \|alt=Portugal\|link=Selecció de futbol de Portugal\|{{#if:\|]]        | José Sá              |
| 2  | DEF  | [[Fitxer:Flag of Ireland.svg\|23x15px\|border \|alt=Irlanda\|link=Selecció de futbol de la República d'Irlanda\|{{#if:\|]]       | Matt Doherty         |
| 3  | DEF  | [[Fitxer:Flag of Spain.svg\|23x15px\|border \|alt=Espanya\|link=Selecció de futbol d'Espanya\|{{#if:\|]]                         | Hugo Bueno           |
| 4  | DEF  | [[Fitxer:Flag of Uruguay.svg\|23x15px\|border \|alt=Uruguai\|link=Selecció de futbol de l'Uruguai\|{{#if:\|]]                    | Santiago Bueno       |
| 5  | MIG  | [[Fitxer:Flag of Zimbabwe.svg\|23x15px\|border \|alt=Zimbàbue\|link=Selecció de futbol de Zimbàbue\|{{#if:\|]]                   | Marshall Munetsi     |
| 6  | DEF  | [[Fitxer:Flag of Norway.svg\|23x15px\|border \|alt=Noruega\|link=Selecció de futbol de Noruega\|{{#if:\|]]                       | David Møller Wolfe   |
| 7  | MIG  | [[Fitxer:Flag of Brazil.svg\|23x15px\|border \|alt=Brasil\|link=Selecció de futbol del Brasil\|{{#if:\|]]                        | André                |
| 8  | MIG  | [[Fitxer:Flag of Brazil.svg\|23x15px\|border \|alt=Brasil\|link=Selecció de futbol del Brasil\|{{#if:\|]]                        | João Gomes           |
| 9  | DAV  | [[Fitxer:Flag of Norway.svg\|23x15px\|border \|alt=Noruega\|link=Selecció de futbol de Noruega\|{{#if:\|]]                       | Jørgen Strand Larsen |
| 10 | DAV  | [[Fitxer:Flag of Colombia.svg\|23x15px\|border \|alt=Colòmbia\|link=Selecció de futbol de Colòmbia\|{{#if:\|]]                   | Jhon Arias           |
| 11 | DAV  | [[Fitxer:Flag of South Korea.svg\|23x15px\|border \|alt=Corea del Sud\|link=Selecció de futbol de Corea del Sud\|{{#if:\|]]      | Hwang Hee-chan       |
| 12 | DEF  | [[Fitxer:Flag of Côte d'Ivoire.svg\|23x15px\|border \|alt=Costa d'Ivori\|link=Selecció de futbol de la Costa d'Ivori\|{{#if:\|]] | Emmanuel Agbadou     |
| 15 | DEF  | [[Fitxer:Flag of Colombia.svg\|23x15px\|border \|alt=Colòmbia\|link=Selecció de futbol de Colòmbia\|{{#if:\|]]                   | Yerson Mosquera      |
| 18 | DAV  | [[Fitxer:Flag of Austria.svg\|23x15px\|border \|alt=Àustria\|link=Selecció de futbol d'Àustria\|{{#if:\|]]                       | Saša Kalajdžić       |

| N. | Pos. | Nac. | Jugador                |
| -- | ---- | --- | ---------------------- |
| 20 | DAV  | [[Fitxer:Flag of Portugal (official).svg\|23x15px\|border \|alt=Portugal\|link=Selecció de futbol de Portugal\|{{#if:\|]]         | Fábio Silva            |
| 21 | DAV  | [[Fitxer:Flag of Portugal (official).svg\|23x15px\|border \|alt=Portugal\|link=Selecció de futbol de Portugal\|{{#if:\|]]         | Rodrigo Gomes          |
| 23 | DAV  | [[Fitxer:Flag of Zimbabwe.svg\|23x15px\|border \|alt=Zimbàbue\|link=Selecció de futbol de Zimbàbue\|{{#if:\|]]                    | Tawanda Chirewa        |
| 24 | DEF  | [[Fitxer:Flag of Portugal (official).svg\|23x15px\|border \|alt=Portugal\|link=Selecció de futbol de Portugal\|{{#if:\|]]         | Toti Gomes             |
| 25 | POR  | [[Fitxer:Flag of England.svg\|23x15px\|border \|alt=Anglaterra\|link=Selecció de futbol d'Anglaterra\|{{#if:\|]]                  | Dan Bentley            |
| 26 | DEF  | [[Fitxer:Flag of the Netherlands.svg\|23x15px\|border \|alt=Països Baixos\|link=Selecció de futbol dels Països Baixos\|{{#if:\|]] | Ki-Jana Hoever         |
| 27 | MIG  | [[Fitxer:Flag of France (1794–1815, 1830–1974).svg\|23x15px\|border \|alt=França\|link=Selecció de futbol de França\|{{#if:\|]]   | Jean‐Ricner Bellegarde |
| 28 | MIG  | [[Fitxer:Flag of Spain.svg\|23x15px\|border \|alt=Espanya\|link=Selecció de futbol d'Espanya\|{{#if:\|]]                          | Fer López              |
| 30 | DAV  | [[Fitxer:Flag of Paraguay.svg\|23x15px\|border \|alt=Paraguai\|link=Selecció de futbol del Paraguai\|{{#if:\|]]                   | Enso González          |
| 31 | POR  | [[Fitxer:Flag of England.svg\|23x15px\|border \|alt=Anglaterra\|link=Selecció de futbol d'Anglaterra\|{{#if:\|]]                  | Sam Johnstone          |
| 36 | DAV  | [[Fitxer:Flag of England.svg\|23x15px\|border \|alt=Anglaterra\|link=Selecció de futbol d'Anglaterra\|{{#if:\|]]                  | Mateus Mané            |
| 37 | DEF  | [[Fitxer:Flag of Brazil.svg\|23x15px\|border \|alt=Brasil\|link=Selecció de futbol del Brasil\|{{#if:\|]]                         | Pedro Lima             |
| 40 | POR  | [[Fitxer:Flag of Wales 2.svg\|23x15px\|border \|alt=Gal·les\|link=Selecció de futbol de Gal·les\|{{#if:\|]]                       | Tom King               |
| 63 | DAV  | [[Fitxer:Flag of Ireland.svg\|23x15px\|border \|alt=Irlanda\|link=Selecció de futbol de la República d'Irlanda\|{{#if:\|]]        | Nathan Fraser          |

### Cedits a altres equips
| N. | Pos. | Nac. | Jugador                                                        |
| -- | ---- | --- | -------------------------------------------------------------- |
| 34 | DEF  | [[Fitxer:Flag of Burkina Faso.svg\|23x15px\|border \|alt=Burkina Faso\|link=Selecció de futbol de Burkina Faso\|{{#if:\|]]        | Nasser Djiga (al Rangers FC fins al 30 de juny de 2026)        |
| —  | MIG  | [[Fitxer:Flag of Mali.svg\|23x15px\|border \|alt=Mali\|link=Selecció de futbol de Mali\|{{#if:\|]]                                | Boubacar Traoré (al FC Metz fins al 30 de juny de 2026)        |
| —  | MIG  | [[Fitxer:Flag of England.svg\|23x15px\|border \|alt=Anglaterra\|link=Selecció de futbol d'Anglaterra\|{{#if:\|]]                  | Tommy Doyle (al Birmingham City FC fins al 30 de juny de 2026) |
| —  | DEF  | [[Fitxer:Flag of the Netherlands.svg\|23x15px\|border \|alt=Països Baixos\|link=Selecció de futbol dels Països Baixos\|{{#if:\|]] | Nigel Lonwijk (al Luton Town FC fins al 30 de juny de 2026)    |

## Jugadors històrics destacats
Categoria principal: Futbolistes del Wolverhampton Wanderers FC
| - Sami Al-Jaber - Billy Annis - Peter Broadbent - Steve Bull - Colin Cameron - Steve Daley - Robbie Dennison - Derek Dougan - Mel Eves - Ron Flowers - Ionel Ganea - Don Goodman - Andy Gray | - Johnny Hancocks - Bill Hartill - Kenny Hibbitt - Emlyn Hughes - Paul Ince - Denis Irwin - Robbie Keane - Joleon Lescott - Kevin Muscat - Kenny Miller - Jackie McNamara - Jimmy Mullen - Frank Munro | - Andy Mutch - Lee Naylor - Mixu Paatelainen - Derek Parkin - Tom Phillipson - Alex Rae - John Richards - Bill Slater - Andy Thompson - David Wagstaffe - Bert Williams - Dennis Wilshaw - Billy Wright |

## Entrenadors destacats
- Glenn Hoddle
- Mick McCarthy
- Nuno Espírito Santo
- Dean Saunders